# Mercè Roldós i Freixes
Mercè Roldós i Freixes (* 25. September 1910 in Barcelona; † Februar 1989, nach anderen Quellen: 3. Januar 1989) in Spanien? war eine katalanische Pianistin, Komponistin und Musikpädagogin. Roldós lehrte an der Acadèmia Marshall in Barcelona das Fach Klavier. Sie gehörte als Pianistin zur Katalanischen Pianistenschule.

## Leben und Werk
Schon als Kind zeigte Roldós ein großes Interesse für das Klavier. Sie erhielt so ersten Unterricht in diesem Instrument von ihrer Mutter. Später wurde ihre musikalische Ausbildung in die Hände von María Colbetó gelegt, einer Schülerin von Enric Granados. Sie studierte dann bei Frank Marshall, von dem sie auch ihr Klavierdiplom erhielt. Ihr erstes öffentliches Konzert gab sie mit dem Orchester Jofre in der Sala Fomento Nacional. Nach weiteren Konzertvorträgen in Barcelona gab sie im Juli 1921 ein Konzert in der Sala Granados, das nachträglich trotz ihrer erst elf Lebensjahre als erster Auftritt als professionelle Pianistin gewertet wurde. Die Musikkritik würdigte ihre außerordentlichen Fähigkeiten und Frank Marshall bestätigte öffentlich, dass der Fall Mercé Roldós auch für ihn „aus pädagogischer Sicht bemerkenswert“ sei. Er zögerte nicht, ihr in diesem jungen Alter Lehrtätigkeiten am Konservatorium anzuvertrauen. Mercé Roldós studierte zusätzlich bei Más i Serracan Harmonie und Komposition.
Es folgten in den 1920er Jahren weitere Konzerte in Barcelona, die Roldós reifen ließen. Die Musikkritik lobt sie in dieser Zeit über alles: „Mehr als die elegante und sichere Technik überrascht diese junge Pianistin mit tiefster Musikalität in ihren Auftritten.“ oder „Ihre Technik ist hochfein […] dazu besitzt sie ein in hohem Maße künstlerisches Gefühl.“ Aber nach 1929 trat Roldós aus unbekannten Gründen kaum noch in öffentlichen Konzerten auf.
Sie wirkte als Klavierdozentin an der Acadèmia Marshall. Nach dem Tod von Frank Marshall hatte Alicia de Larrocha sie zur stellvertretenden Leiterin der Akademie ernannt. Eine ihrer Schülerinnen war Rosa Maria Kucharski, die spätere Klavierlehrerin des spanischen Königshauses.
Roldós hat eine Berceuse für Violine und Klavier sowie ein Nocturno für Klavier solo komponiert.